# Bambi Woods
Bambi Woods (nascida em 12 de julho de 1955) é uma ex-atriz pornográfica americana e dançarina exótica, mais conhecida por sua aparição como personagem-título no filme pornográfico Debbie Does Dallas de 1978. Seu sucesso meteórico na Idade de Ouro da Pornografia e subsequente desaparecimento intrigou escritores da indústria pornográfica e causou interesse em seu paradeiro, e um mito sobre ela ter tido um destino sórdido vários anos após seu apogeu começou a ser aceito como fato.

## Biografia

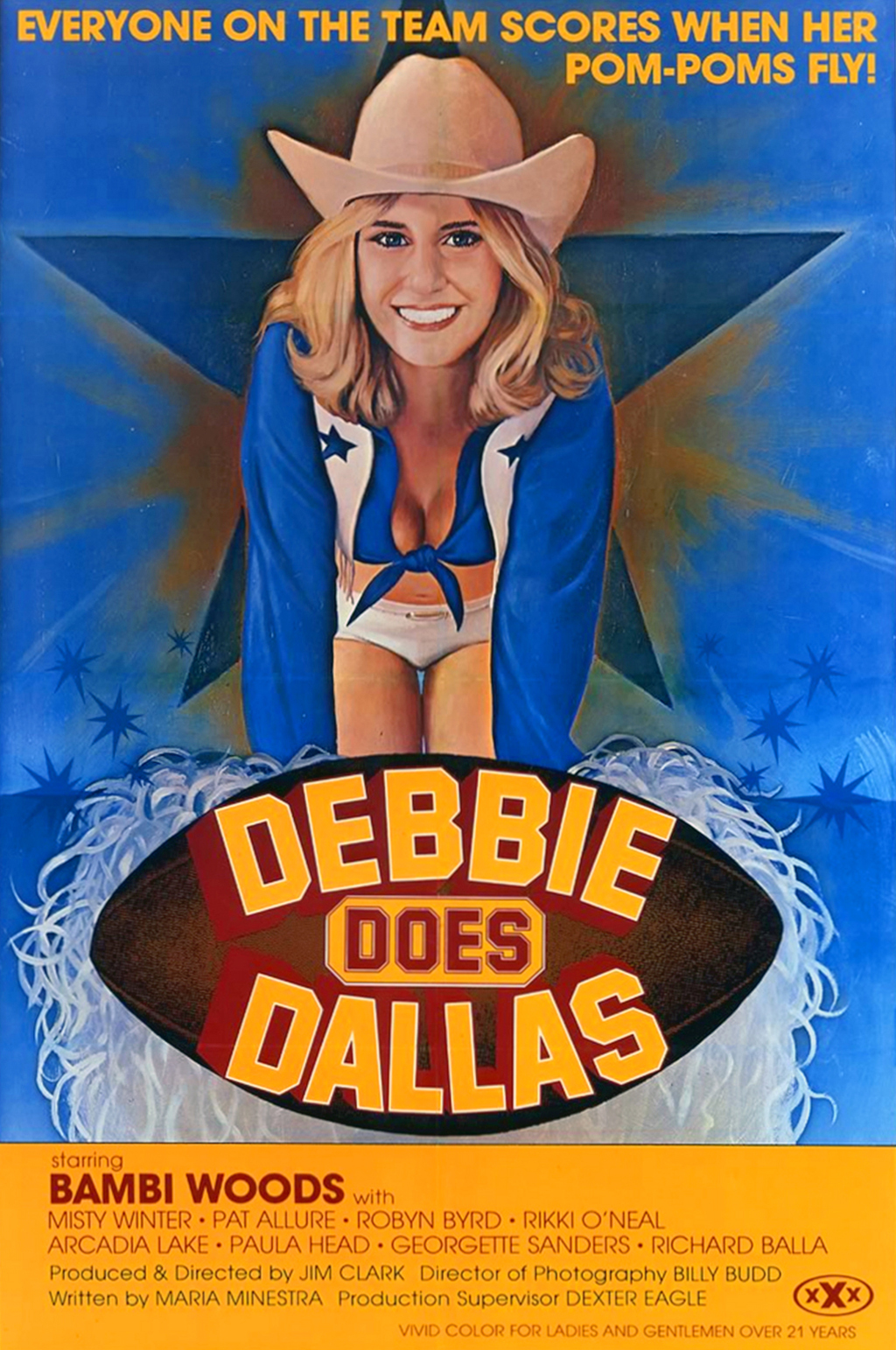
Cartaz do filme Debbie Does Dallas

Woods ficou conhecida por seu primeiro papel como a personagem homônima "Debbie" no longa-metragem adulto de 1978 Debbie Does Dallas. Ela recebeu o maior faturamento e uma foto dela em um uniforme falso foi anunciada com destaque nas marquises do cinema, onde se afirmava que ela era uma "ex-Dallas Cowgirl". Woods já havia feito testes para ser líder de torcida do Dallas Cowboys, mas não foi aprovada; no trailer de Debbie Does Dallas, Woods insiste que nenhuma de suas experiências foi usada para o enredo completamente fictício, embora ela tenha imaginado que elas poderiam ter acontecido. Os parceiros com quem ela teve relações sexuais não simuladas no filme incluíam Robert Kerman e outros oriundos do pequeno grupo de atores pornográficos veteranos que apareceram na maioria dos filmes de pornografia hardcore feitos nos Estados Unidos durante aquela época.
Woods disse que seu envolvimento em filmes adultos foi arranjado por uma amiga a quem ela devia dinheiro. O produtor/diretor de Debbie Does Dallas, Jim Clark, disse que criou o nome artístico "Bambi Woods" em uma alusão ao personagem Bambi da Disney: "Eu a chamei de Bambi Woods. Não havia nenhuma razão real por trás disso. Bambi... um cervo. Na floresta. Quer se aprofundar?" Um crítico em um documentário de TV sobre o filme expressou a opinião de que o comportamento social de Woods durante as cenas de sexo estava de acordo com seu pseudônimo, sendo uma reminiscência de um cervo pego pelos faróis de um carro.
A carreira de entretenimento adulto de Woods ocorreu no final da Idade de Ouro do Pornô, quando os cineastas operavam em uma área legal cinzenta, tornando-os vulneráveis à extorsão por criminosos organizados que controlavam a distribuição. Na época, não havia leis que exigissem verificação obrigatória e manutenção de registros das verdadeiras identidades dos participantes, e os nomes reais até mesmo dos atores mais prolíficos permaneceram desconhecidos fora de sua profissão até décadas depois, quando as identidades de quase todos os artistas famosos passaram a circular na Internet. Apesar dos enormes lucros, os honorários das artistas raramente ultrapassavam as poucas centenas de dólares. Embora Woods tenha se apresentado ostensivamente em Debbie Does Dallas como uma única vez para saldar uma dívida, ela gastou todos os seus ganhos, então esta amiga conseguiu que ela se tornasse uma dançarina erótica. Um responsável por uma entrevista, ao falar sobre o histórico da carreira de Woods, comentou sobre a credora que ela tinha "um coração de ouro".
O filme foi um grande sucesso. De acordo com um relato e entrevistas que ela deu, Woods foi festejada em clubes da cidade de Nova Iorque, incluindo Studio 54 e Plato's Retreat, e misturada com celebridades. No entanto, ela ficou perturbada quando um nível de exposição que ela não esperava levou sua família a descobrir sua carreira na pornografia. Ela também ficou cada vez mais desiludida com a aprovação como atriz pornô e desconcertada por ser procurada por aqueles que abriram um processo civil.
Dois anos depois de sua estreia pornográfica, ela não havia feito outro filme. Ela não fez sexo diante das câmeras em nenhuma produção que lhe foi atribuída após 1981; estes podem ter usado clipes anos depois de terem sido filmados. Woods desapareceu completamente em meados da década de 1980.

## Desaparecimento
Um artigo de 2005 no jornal australiano The Age afirmou que Woods morreu em 1986 de uma overdose de drogas em circunstâncias lúgubres. Em um documentário do Channel 4 de 2005 Debbie Does Dallas Uncovered, Clark disse que o nome real de Woods, que ele se recusou a especificar na câmera, foi usado para rastrear sua família em meados da década de 1990 e um investigador particular foi informado por meio de comunicações indiretas de que ela estava levando uma vida normal na área de Des Moines, Iowa, e não desejava ter nenhum envolvimento posterior nem publicidade a respeito de sua carreira anterior. Uma mulher que alegou ser Woods se apresentou em 2007 contestando a maioria das afirmações em Debbie Does Dallas Uncovered em uma entrevista que ela conduziu exclusivamente por e-mail. A única coisa com a qual seu relato e o documentário concordaram foi que ela estava levando uma vida comum e não queria nada com seu passado pornográfico. O entrevistador não conseguiu verificar se era ou não a verdadeira Woods.

## Prêmio
- 1998: AVN Hall of Fame[6]